# منطقه ۲۰ شهرداری تهران
منطقه ۲۰ شهرداری تهران یکی از مناطق جنوبی شهری تهران است و بخش عمده‌ای از شهر ری در منطقه ۲۰ تهران قرار دارد. منطقه بیست شهرداری تهران از شمال به بزرگراه آزادگان، از شرق به بزرگراه امام علی، از جنوب به بزرگراه آوینی و اراضی اطراف و از غرب به مبارک‌آباد و صالح‌آباد محدود می‌شود. همچنین شهرستان ری به عنوان بخشی از منطقه بیست شهرداری تهران از شمال به تهران، از جنوب به شهرستان قم، از شرق به شهرستان ورامین و شهرستان پاکدشت، از غرب به شهرستان‌های اسلامشهر، رباط کریم و زرندیه محدود می‌شود. این منطقه با مناطق نوزده، شانزده و پانزده همجوار است. منطقه ۲۰ تنها منطقه جنوبی تهران است که کل منطقه در قسمت جنوب اتوبان آزادگان قرار گرفته‌است. منطقه بیست شهرداری تهران دارای هفت ناحیه و بیست محله است. نواحی یک تا پنج در محدوده شهری و دو ناحیه شش و هفت هم به عنوان محدوده غیر شهری و حریم منطقه به حساب می‌آید. منطقه بیست از کهن‌ترین و قدیمی‌ترین سکونتگاه‌های شهری تهران است، سابقه تاریخی و تمدنی طولانی دارد. تاریخ سکونت در این شهر به ۸۰۰۰ سال پیش از میلاد برمی‌گردد. اگر چه ری همواره یکی از شهرهای مهم ایران باستان به‌شمار می‌رفت ولی هیچ‌گاه پایتخت در ایران باستان و ایران پیش از اسلام نبود. این شهر در قرن چهارم هجری بزرگ‌ترین مراکز چهارگانه ایالت جبال بوده‌است. ابن حوقل گوید بعد از بغداد آبادتر از ری شهری در شرق نیست، جز آنکه نیشابور به وسعت از آن بیشتر و بزرگتر است. در این منطقه آثار تاریخی متعددی از دوران ایران باستان، ایران پس از اسلام با قدمت چند هزار ساله بر جای مانده‌است از آن جمله می‌توان به این اماکن اشاره کرد.
تپه میل، آتشکده بهرام، دژ رشکان، چشمه علی باروی ری، بازار ری، برج طغرل، کوه نقارخانه، استودان گبرها، زندان هارون، گنبد امیر اینانج، کاروانسرای کنارگرد، قلعه گبری، برچ نقاره خانه، بازار ری

## تاریخچه

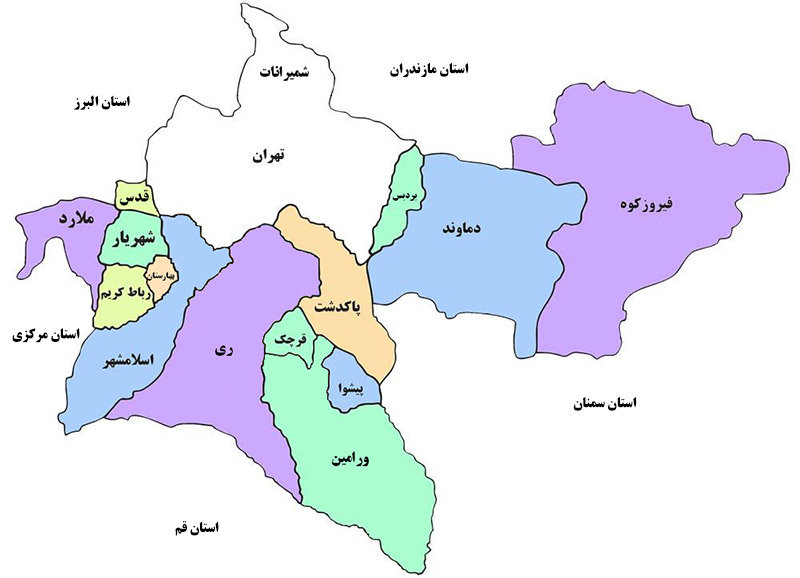
نقشه موقعیت جغرافیایی شهرری در استان تهران

منطقه بیست شهرداری تهران، دربرگیرنده شهر ری است. این منطقه از دیرباز سابقه سکونتگاهی دارد.
ری، شهرری، یا راگا() مرکز شهرستان ری در استان تهران ایران است. ری از کهن‌ترین شهرهای جهان است به طوریکه این منطقه را در گذشته «شیخ البلاد» می‌گفتند. تاریخ پیدایش ری به زمان اقوام آریایی می‌رسد و ری از تمام شهرهای ماد بزرگتر بود. ری در لغت به معنای شهر سلطنتی است. ساکن و اهل ری را رازی می‌نامند. ری در بخشی از دوره زیاریان و نیز سلجوقیان پایتخت ایران بوده‌است. این شهر در طول تاریخ به نام‌های مختلفی خوانده می‌شده، راکس (رکس)، راگز، راگا، رغه، ارشکیه، رام اردشیر، ام‌البلاد، ری شهر، شیخ البلاد و محمدیه از نام‌هایی بودند که ری در هر دوره به مناسبتی با یکی از این نام‌ها خوانده می‌شده. بنابر آنچه که در اوستا آمده ری سیزدهمین شهری است که درجهان ساخته شده‌است. تاریخ سکونت در این شهر به ۸۰۰۰ سال پیش از میلاد برمی‌گردد. اگر چه ری همواره یکی از شهرهای مهم ایران باستان به‌شمار می‌رفت ولی هیچ‌گاه پایتخت در ایران باستان و ایران پیش از اسلام نبود. این شهر در قرن چهارم هجری بزرگ‌ترین مراکز چهارگانه ایالت جبال بوده‌است. ابن حوقل گوید بعد از بغداد آبادتر از ری شهری در شرق نیست، جز آنکه نیشابور به وسعت از آن بیشتر و بزرگتر است.

## اطلاعات عمومی
در این بخش اطلاعاتی دربارهٔ محدوده و جمعیت و وسعت و نظایر این ارائه می‌شود.
محدوده
منطقه بیست شهرداری تهران از شمال به بزرگراه آزادگان، از شرق به بزرگراه امام علی، از جنوب به بزرگراه آوینی و ارضای اطراف و از غرب به مبارک‌آباد و صالح‌آباد محدود می‌شود. همچنین شهرستان ری به عنوان بخشی از منطقه بیست شهرداری تهران از شمال به تهران، از جنوب به شهرستان قم، از شرق به شهرستان ورامین و شهرستان پاکدشت، از غرب به شهرستان‌های اسلامشهر، رباط کریم و زرندیه محدود می‌شود. مساحت بخش‌های سه‌گانه شهرستان ری: بخش مرکزی ۱۷۴؛ بخش کهریزک ۵۴۳، و فشاپویه ۱۶۴۵ کیلومتر مربع می‌باشد. این منطقه با مناطق نوزده، شانزده و پانزده همجوار است. منطقه ۲۰ تنها منطقه جنوبی تهران است که کل منطقه در قسمت جنوب اتوبان آزادگان قرار گرفته‌است و با حریم مناطق ۱۹ و ۱۵ همسایه است.
مساحت و جمعیت
وسعت منطقه بیست شهرداری تهران بالغ بر دویست کیلومتر مربع است؛ ۲۲ کیلومتر مربع داخل محدوده شهری و ۱۷۸ کیلومترمربع حریم منطقه به‌شمار می‌آید. جمعیت منطقه بیست مستند به گزارش سایت شهرداری در سال ۱۴۰۰ بالغ بر ۴۵۳۷۴۰ نفر است. همچنین بر اساس گزارشی دیگر عنوان شده‌است که جمعیت این منطقه، براساس سرشماری سال ۱۳۹۰ ایران، ۳۴۰٬۸۶۱ نفر (۱۰۴٬۲۷۵ خانوار) شامل ۱۷۰٬۸۵۹ مرد و ۱۷۰٬۰۰۲ زن می‌باشد.
ویژگی
سابقه و قدمت چند هزار ساله شهرری، وجود اماکن و عناصر تاریخی و همچنین جذب زوار به حرم شاه عبدالعظیم از جمله ویژگی‌های تاریخی ـ مذهبی منطقه است. به همین اعتبار نسبت به سایر مناطق تهران، متمایز و متفاوت است. همچنین جدا افتادگی کالبدی منطقه از تهران که تا سال‌های اخیر نیز ادامه داشته‌است هم از دیگر ویژگی‌های این منطقه می‌توان برشمرد. علاوه بر ویژگی‌های تاریخی یاد شده می‌توان به وجود چشم‌اندازهای باز به واسطه همجواری با کوه بی بی شهربانو و حریم جنوبی شهر تهران نیز اشاره کرد. در عین حال وجود زمین و مسکن گران قیمت، و وجود سطوح قابل توجه کاربری‌های صنعتی و انبارداری و ضرورت تبدیل آنها به صنایع تولیدی و پارک جهت جذب شاغلین و همچنین وجود سطوح قابل توجه اراضی مزروعی و فضای سبز به خصوص در حاشیه منطقه و وجود فرصت توسعه اشتغال از مهم‌ترین ویژگی‌های منطقه عنوان شده‌است. .

## محله‌ها
منطقه بیست شهرداری تهران دارای هفت ناحیه و بیست محله است. نواحی یک تا پنج در محدوده شهری و دو ناحیه شش و هفت هم به عنوان محدوده غیر شهری و حریم منطقه به حساب می‌آید. در ادامه محدوده منطقه به تفکیک نواحی ارائه می‌شود.
محدوده نواحی
| محدوده منطقه بیست شهرداری تهران به تفکیک ناحیه | محدوده منطقه بیست شهرداری تهران به تفکیک ناحیه | محدوده منطقه بیست شهرداری تهران به تفکیک ناحیه | محدوده منطقه بیست شهرداری تهران به تفکیک ناحیه | محدوده منطقه بیست شهرداری تهران به تفکیک ناحیه | محدوده منطقه بیست شهرداری تهران به تفکیک ناحیه |
| ---------------------------------------------- | ---------------------------------------------- | ---------------------------------------------- | ---------------------------------------------- | ---------------------------------------------- | ---------------------------------------------- |
| ناحیه                                          | شمال                                           | جنوب                                           | شرق                                            | غرب                                            |                                                |
| ناحیه یک                                       | بزرگراه بسیج                                   | خیابان زکریای رازی                             | کانال سرخه حصار                                | خیابان فدائیان اسلام                           |                                                |
| ناحیه دو                                       | بزرگراه آزادگان                                | اتوبان بسیج                                    | خیابان فدائیان اسلام                           | ---                                            |                                                |
| ناحیه سه                                       | بزرگراه آزادگان                                | بیمارستان هفتم تیر                             | بزرگراه شهید رجایی                             | بزرگراه تندگویان و بزرگراه شهید هاشمی          |                                                |
| ناحیه چهار                                     | بزرگراه آزادگان                                | خیابان زکریای رازی                             | کانال سرخه حصار                                | خیابان فدائیان اسلام                           |                                                |
| ناحیه پنج                                      | جاده قم و خیابان زکریای رازی                   | قلعه یمین                                      | بزرگراه ورامین                                 | خیابان صنعت                                    |                                                |
| ناحیه شش                                       | سه‌راه ورامین                                   | بزرگراه دوم تهران (آسمان ری)                   | جاده امین‌آباد                                  | بزرگراه ورامین                                 |                                                |
| ناحیه هفت                                      | بزرگراه دوم تهران                              | روستای کلاغ آیه                                | جاده خاوران                                    | روستای فتح‌آباد                                 |                                                |

محله‌ها
- فیروزآبادی
- جوانمرد قصاب
- حمزه‌آباد
- منصوریه منگل
- دیلمان
- صفاییه-چشمه علی
- اقدسیه
- غیوری -ابن بابویه
- ظهیرآباد
- شهادت
- دولت‌آباد
- ۱۳ آبان
- تقی‌آباد
- عباس‌آباد
- بهشتی
- علایین
- استخر
- سرتخت
- ولی‌آباد
- نفرآباد -هاشم‌آباد

## مرکز مهم
در منطقه بیست شهرداری تهران آثار متعدد تاریخی، فرهنگی، مذهبی، علمی و درمانی از دوره ایران باستان و ایران پس از اسلام وجود دارد.

### آثار تاریخی
در این منطقه آثار تاریخی متعددی از دوران ایران باستان، ایران پس از اسلام با قدمت چند هزار ساله بر جای مانده‌است از آن جمله می‌توان به این اماکن اشاره کرد.
آثار تاریخی پیش از اسلام
- نمایی از سنگ نگاره فتحعلی شاه قاجار که ب جای نقش برجسته ساسانی در کوه حک شد و بعدها نزدیک کارخانه سیمان ری قرار گرفت در حال حاضر به دلیل تخریب کوه برای مواد اولیه سیمان، اثری از آن نیست. سنگ نگاره یکی از شاهان ساسانی، احتمالاً اردشیر اول یا شاهپور نخست که تا زمان فتحعلی شاه قاجار در محل کوه نزدیک کارخانه سیمان ری قرار داشته‌است و به دستور فتحعلی شاه از بین رفته و نقش خود را به جای آن حجاری نموده بوده‌است.[۱۰]

- تپه میل
- آتشکده بهرام
- دژ رشکان
- چشمه علی

آثار تاریخی پس از اسلام
آثار تاریخی پس از اسلام به شرح زیر است.
- باروی ری
- بازار ری
- کاروانسرای شاه عباسی (شهر ری)
- برج طغرل
- کوه نقارخانه
- استودان گبرها
- زندان هارون
- گنبد امیر اینانج
- کاروانسرای کنارگرد
- قلعه گبری
- برچ نقاره خانه

### آرامگاه‌ها
در این منطقه آرامگاه و بقاع متعددی وجود دارد.
- ابن بابویه
- بی بی زبیده
- بی بی شهربانو
- جوانمرد قصاب
- امامزاده عبدالله
- امامزاده حمزه
- امامزاده ابوالحسن
- امامزاده طاهر
- امامزاده هادی

### دیگر مراکز
- پردیس سینمایی راگا
- فرهنگسرای ولا
- بوستان مهر
- بوستان مهران
- بوستان ماهور
- بوستان کمیل
- موزه شاه‌عبدالعظیم
- بازار تاریخی ری
- بیمارستان فیروزآبادی
- بیمارستان هفت تیر

## حمل و نقل عمومی
منطقه بیست شهرداری تهران درای امکان‌های مختلف حمل و نقل عمومی است.
در منطقه بیست بالغ بر ۳۳۲ ایستگاه حمل و نقل عمومی اعم از اتوبوس و تاکسی در دسترس شهروندان است. همچنین بالغ بر پنج اتوبان به طول ۱۹٫۴ از این منطقه می‌گذرد و در مجاورت آن است که دسترسی شهروندان به شبکه بزرگراهی تهران را تسهیل کرده‌است. از جمله می‌توان به بزرگراه‌های آزادگان، امام علی، شهید آوینی و بزرگراه تندگویان اشاره کرد. بزرگراه امام علی به عنوان یکی از شاهراه‌های ارتباطی تهران، علاوه بر گذر از منطقه بیست از مناطق ۴، ۷، ۸، ۱۳، ۱۴، ۱۵ شهرداری تهران عبور می‌کند. شهروندان از طریق شمال منطقه به کمربندی تهران (بزرگراه آزادگان) دسترسی دارند. از سویی مردم این منطقه از طریق ایستگاه‌های فعال مترو، امکان ارتباط سریع با مرکز تهران و سایر نقاط اصلی پایتخت را دارند.
ایستگاه مترو
- ایستگاه مترو جوانمرد قصاب
- ایستگاه مترو شهرری
- ایستگاه مترو دولت‌آباد
- ایستگاه مترو حرم حضرت عبدالعظیم